# 이규 (수호전)

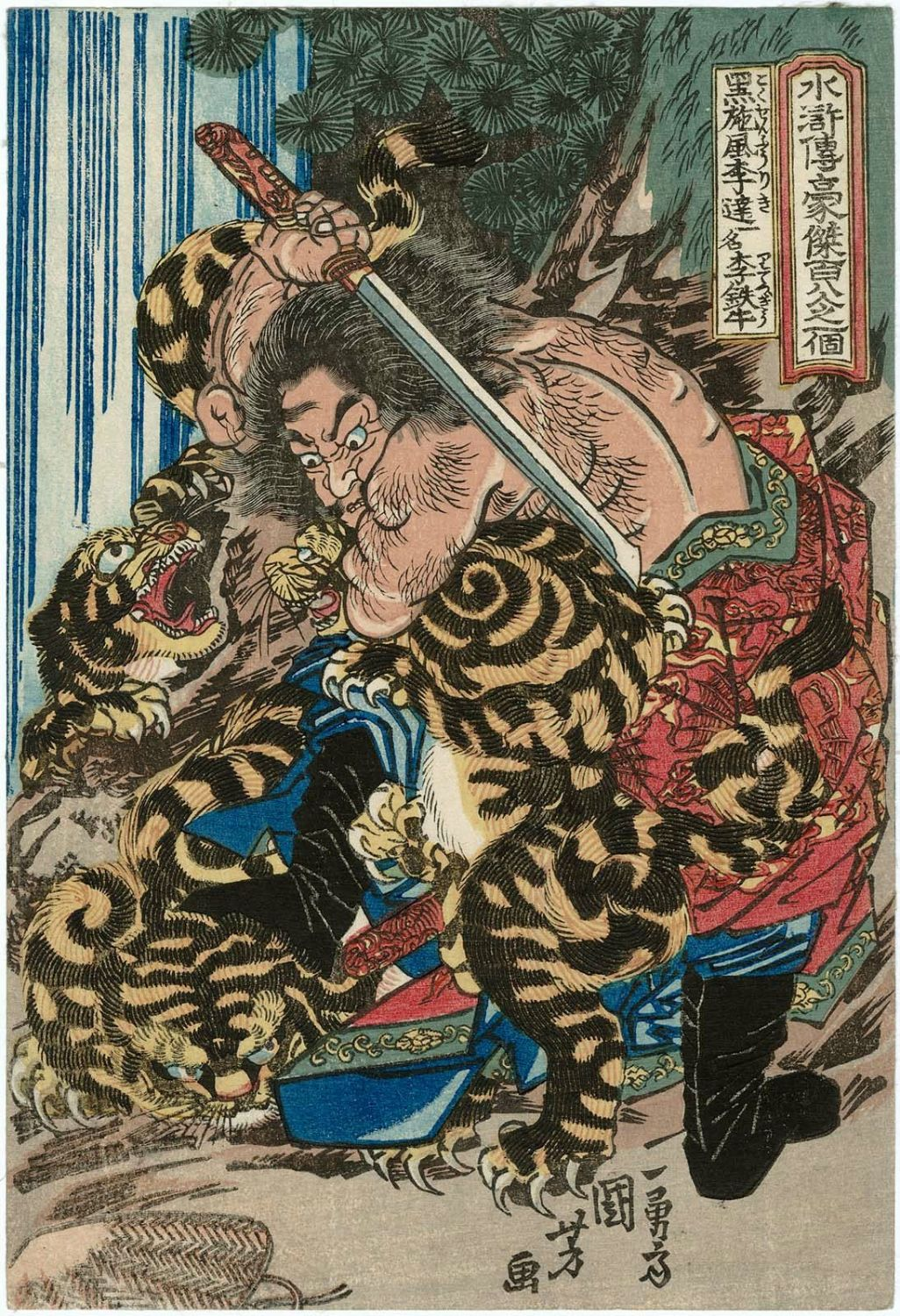
우타가와 구니요시가 그린 이규 우키요에

이규(중국어 정체자: 李逵 리쿠이[*])는 중국의 사대기서 중 하나인 《수호전》에 등장하는 인물로, 108성 중 22위이자 천강성(天罡星)의 천살성(天殺星)에 해당한다. 두 자루의 손도끼를 무기로 한다. 별호는 흑선풍(黑旋風)으로 이규의 날렵하고 사나운 성격과 괴력, 피부색이 검기 때문에 흑선풍으로 불린다. 흔히 철우(鐵牛) 또는 이철우(李鐵牛)라고도 불린다. 괴력으로 무예가 뛰어난 호걸이다. 특히 집단 난전에서 엄청난 실력을 발휘한다. 반면 정식으로 무예 수행을 쌓지 않아서인지 무예가 달인급과의 일대일 대결에서는 고전하거나 패하기도 한다.
성격은 유아가 그대로 커진 듯한 순진함이 있고, 생각을 깊게 하지 않으며 참을성이 없어 실수도 많다. 또 유아 특유의 잔학성이나 선악 구분의 모호함이 그대로 있어서 사람을 죽이는 것을 개의치 않으며, 무관한 인간을 끌어들이거나 여자 아이를 때리는 것도 마다하지 않는다. 그래서 송강이나 조개의 질책을 사는 일도 많다(공손승의 스승인 나진인에 의하면 하계 사람들이 나쁜 짓만 하므로 이를 벌하기 위해 천살성인 그가 하늘을 대신해 한 몸에 살겁을 맡고 있다고 한다). 반면 동료의식이 강하며 특히 같은 무뢰한 타입의 포욱이나 초정들과 매우 사이가 좋다. 그러면서도 입산시 실랑이가 벌어졌던 주동과는 사이가 좋지 않으며, 온후하고 평화적인 성격의 악화도 이규를 대하기 어렵다고 한다. 또한 그의 보호자적 입장인 대종이나 오용, 임충, 연청 등 재치 있는 사람에게는 대들지 않는다.
특히 송강을 매우 따랐으며 송강을 절대적 존재로 인식하고 있으며, 그를 위해서라면 목숨을 내던지는 일도 마다하지 않고 조금이라도 송강에 도움이 되고 싶어 무엇이든 골몰하고 싶어하는 경향이 있다. 반대로 송강 이외의 권위는 그에게 전혀 무가치하여 조정으로의 귀순을 생각하는 송강과 자주 격돌한다.

## 생애
기주 기수현 백장촌 동점동 소작농의 둘째 아들로 태어난다. 싸움으로 사람을 죽이고 마을에서 도망쳐 강주 감옥 관리인 대종의 하인이 된다. 어느 날 소문으로 듣고 존경하던 송강이 강주로 오게되고, 대종의 주선으로 이규는 송강과 만난다. 송강을 대접하려하지만 노름에서 져 날뛰고, 생선을 대접하려고 장순과 싸우지만 익사의 위기에서 송강에게 구출된다. 그러나 송강은 화를 내지 않고 이규의 실패를 어루만져 주었다. 이때 이규에게 송강은 절대적 존재가 된 것으로 보인다.
이후 장순과도 화해하여 송강, 대종과 넷이서 연회를 베풀게 되고, 이후 송강이 술김에 지은 시가 원인이 되어 송강은 모반의 죄를 받게되고 이를 도우려 한 대종 모두 사형 판결을 받고 만다. 이때 양산박의 조개 등은 송강과 대종을 구하기 위해 형장을 덮치려하는데, 이규는 그들과 동시에 쌍도끼를 휘두르며 형장에 올라 방해하는 것을 (구경꾼을 포함해) 닥치는 대로 베고 송강을 구출 후 그대로 양산박의 일원이 되었다.
후에 송강이 가족들을 양산박으로 데려오거나 공손승이 어머니를 만나기 위해 귀성한 것을 보고 고향에 두고 온 어머니가 걱정된 이규는 어머니를 데리러 가겠다고 자청하여 송강으로부터 조건부로 하산한다. 도중 자신의 이름을 사칭하고 다니는 이귀를 베어버리고 간신히 어머니와 재회한 이규지만 귀가한 형 이달과 조우하여 이달이 이규를 붙잡으려고 마을 사람들에게 요청하기 위해 집을 나서자 형에 대해 미안한 마음으로 집에 돈을 두고 도망치듯 어머니를 데리고 나왔다. 그러나 양산박으로 돌아오는 길에 이규가 물을 가지러 가던 중 어머니가 암호랑이에게 납치당하고 말았다. 격분한 이규는 그 호랑이와 새끼 호랑이 등 네 마리를 베어 죽이지만 어머니는 이미 죽어 있었다. 눈물에 잠긴 이규에게 인근 촌장 조씨가 나타나 이규를 장대담이라 칭하며 호랑이 퇴치 영웅으로 환대하는데, 그 곳에서 남편 이규가 살해한 이귀의 아내도 얽히면서 이규에게 걸려 있던 현상금을 노린다. 이윽고 이규는 이운에게 붙잡히고 만다. 그러나 이규를 걱정한 송강이 감시자로 보낸 동향사람 주귀와 그 동생 주부의 도움으로 탈출하여 자신을 속인 촌장 조씨와 이귀의 아내를 살해하고, 나아가 주부의 무예스승이기도 한 이운도 더해 양산박으로 귀환하였다.
얼마 지나지 않아 축조봉의 축가장과의 싸움에서는 축가장의 막내아들인 축표를 도끼로 쓰러뜨리는 공을 세우지만 양산박과 부전협정을 맺은 호가장까지 파고들어 당주 호성(호삼랑의 오빠)을 공격하려고 해서 호성이 연안부로 도망쳤기 때문에 그 공훈은 탕감된다. 또한 주동을 동료로 삼을 때 그를 따르던 지사 막내아들을 죽여버려 격분한 주동과 서로 싸우기까지 한다. 그 자리는 어떻게 진정되었지만 주동의 요청으로 양산박으로 돌아갈 수 없었기 때문에 시진의 저택에 머무른다. 그러나 이곳에서도 고당주 지사 고렴의 처남 은천석의 횡포를 견디다 못해 은천석을 때려죽이고 만다. 이 때문에 이규를 두둔한 시진은 고렴에게 붙잡혔고, 책임감을 느낀 이규는 그를 구출하기 위해 나진인을 찾아가는 등 동분서주했다. 또 이후에 주동과도 화해하였다.
108명이 양산박에 모인 후에는 보군 두령의 한 사람이 되어 포욱, 항충, 이곤과 4인조를 결성하여 대장 역할을 담당한다. 이괄과 포욱이 닥치는 대로 적을 베고 항충과 이곤이 방패나 날개 도구로 엄호하는 형식은 엄청난 파괴력을 발휘한다. 싸움 때마다 맹활약했다. 조정에 귀순할 때에는 귀순에 회의적이어서 조정 조서를 어기거나 "저런 놈들 다 죽이고 송강 형님이 천자가 되면 좋겠다"는 등의 발언으로 송강에게 욕을 먹지만, 그의 뜻이 굳은 것을 알게 되자 결국 이에 따랐다.
이후에 관군이 되어서도 활약을 계속하다가 방랍 정벌전 후에 훌륭하게 도읍으로 개선하지만 포욱, 이곤, 항충은 모두 목숨을 잃고 말았다. 특히 마음이 맞았던 포욱이 죽었을 때는 남의 눈도 거리낌 없이 통곡할 정도였다. 이규는 무절 장군 칭호와 윤주 사령관에 임명되어 송강, 대종과 헤어지지만 임지로 간 뒤에는 울적한 나날을 보내고 있었다. 어느날 이규를 초주에 있는 송강이 부르자 기뻐하며 간다. 이규는 송강이 내준 술을 마시는데 갑자기 송강은 눈물을 흘리며 이규에게 사과한다. 사실 그 술은 간신이 은사라고 속여 송강에게 보낸 독주였고, 자신이 간신에게 죽임을 당하면 가장 반란을 일으킬 것 같은 이규가 조정이나 백성들에게 폐가 되지 않도록 길동무로 삼았다(이때 송강도 이미 독주를 마시고 있었다).
이 말을 들은 이규는 눈물을 흘리며 상관없다며 "형님이 죽으면 살아있을 필요없다. 나는 저승에서도 형님의 병졸이야"라고 응수했다. 그리고 윤주로 돌아오고 하인들에게 송강과 같은 곳에 묻으라고 유언하고 숨을 거두었다.
《수호후전》에서는 고인이지만 대종의 꿈속에 등장해 대종을 규탄하는 등 생전과 같은 모습을 보였다.

## 대중 문화
영상 매체에서 이규를 연기한 배우는 다음과 같다.
- 판메이성: 영화 《수호전》(1972), 영화 《탕구지》(1975)
- 오마에 히토시: 드라마 《수호전》(1973)
- 둥쯔우: 드라마 《수호》(1983)
- 자오샤오루이: 드라마 《수호전》(1998)
- 쉬진장: 영화 《이규전기》(1999), 영화 《수호지영웅호색》(1999)
- 진커: 드라마  《타호산객잔》(2008)
- 캉카이: 드라마  《수호전》(2011)
- 츠청: 드라마  《무송》(2013)
- 자오천샹: 드라마  《소희골: 수호전》(2018)